# Pseudoptilolepis crocina
Pseudoptilolepis crocina är en tvåvingeart som beskrevs av Schuehli och Carvalho 2005. Pseudoptilolepis crocina ingår i släktet Pseudoptilolepis och familjen husflugor. Inga underarter finns listade i Catalogue of Life.